# Ruth England
Ruth England (Inkberrow, Worcestershire, 29 de marzo de 1970) es una periodista y actriz británica. Actualmente, trabaja con su marido, Mykel Hawke, exoficial de las Fuerzas Especiales
en el programa de supervivencia Man, Woman, Wild. 
Graduada por la Universidad de Westminster, Ruth ha trabajado para la BBC, CNBC, ITV y la Fox.

## Trabajos
- Jailbreak (copresentadora) 2000
- Wish You Were Here... ? (presentadora) 2001-2003
- Wish You Were Here Today (presentadora) 2005
- Bootsale Treasure Hunt (presentadora)
- Five News (periodista)
- The Big Breakfast (reportera)
- World's Most Extreme Homes
- Sky High - 2007
- Squawk Box - 2008
- BBC1 Primetime Inside Out - 2009
- Man, Woman, Wild - 2010-2012